# Torre Pacheco

Vị trí của Torre Pacheco.

Torre-Pacheco là một đô thị ở cộng đồng tự trị Murcia. Đô thị này có dân số 27.400 người (2005) và diện tích 189,4 km². Nơi cao nhất ở đây là Cabezo Gordo, nơi có Sima de las Palomas. Di chỉ của loài người cổ thứ nhì ở bán đảo Iberia được tìm ở trong một hang động ở đây.